# Cylindropuntia bigelovii
Cylindropuntia bigelovii, conocida comúnmente como choya brincadora, choya güera o cholla velas de coyote, es una especie de planta suculenta perteneciente al género Cylindropuntia, dentro de la familia Cactaceae. Se distribuye en el noroeste de México (concretamente en los estados mexicanos de Baja California, Baja California Sur y Sonora) y en los estados estadounidenses de Arizona, California y Nevada. Además se ha introducido en las Islas Canarias (España), donde se considera una especie invasora.

## Descripción
Cylindropuntia bigelovii es una especie de cactus que crece como un arbusto o pequeño árbol ramificado de 0,3 a 1,5 m de altura (aunque excepcionalmente pueden llegar a medir hasta 3 m). Generalmente presentan un tronco erecto, solitario y usualmente de menos de 2 m de alto, el cual se oscurece con la edad. En él encontramos ramas cortas estrechamente espaciadas, las cuales se localizan en la parte superior del tronco y crecen casi horizontales. También encontramos ramas más viejas adheridas en la base de la corona, las cuales se vuelven marrón oscuro o negras con el paso del tiempo. Además, en el caso de las ramas inferiores generalmente se caen, mueren y se desprenden, lo que le da al cactus una apariencia vertical.
Los tallos son articulados y están formados por segmentos que se desprenden con facilidad. Cada uno de ellos mide de 4 a 18 cm de largo, de 1 a 2 cm de diámetro y tienen la epidermis de color verde a verde grisáceo. Tienen forma cilíndrica, son verticilados o sobverticilados y tienen tubérculos ampliamente ovalados de 0,4 a 1,1 cm de largo y 0,3 cm de alto. Sus raíces son de tipo fibroso.

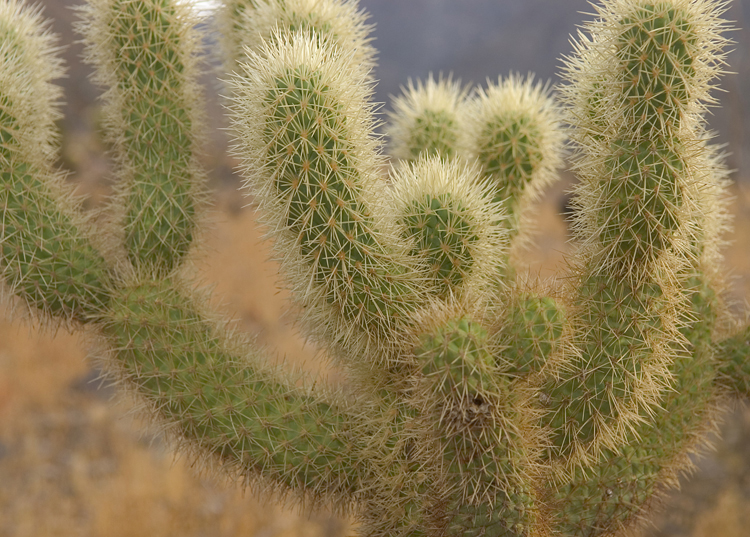
Detalle de las espinas

Sobre los tallos se asientan areolas de forma elíptica-deltada, miden de 5 a 6 mm de largo y de 3 a 4 mm de ancho. Están cubiertas de lana de color blanco-amarillenta a marrón que se vuelve grisácea con a edad y tienen pequeñas cerdas caducas y barbadas llamadas gloquidios, que a veces se extienden a lo largo de los márgenes de la areola. Éstos son de color amarillo y miden de 3 a 4 mm de largo.
También tienen de 4 a 15 espinas cubiertas por una vaina epidérmica que parece de papel, la cual inicialmente es de color blanquecina translúcida o de color amarillo pálido a marrón pálido y que se vuelve negra con la edad. Suelen aparecer en la mayoría de las areolas y se encuentran entrelazadas con las espinas de las areolas adyacentes, usualmente de manera uniforme. Son muy afiladas, miden de 1 a 2,8 cm de largo y son amarillentas o de color marrón amarillento muy pálido.
Las flores son de color verde amarillento, se abren durante el día (diurnas) y son polinizadas por abejas. Aparecen en la punta de los tallos y miden usualmente unos 3,6 cm de largo. Tienen los filamentos de color verde, las anteras anaranjadas, el estilo verde claro y los lóbulos del estigma de color verde claro a oscuro. La época de floración suele ser en primavera (marzo a junio), aunque ocasionalmente también se puede dar en otoño (septiembre).
El fruto es carnoso y su forma va de cilíndrica a ampliamente obcónica. Mide de 1,5 a 4 cm de largo y de 0,8 a 2,8 cm de diámetro. Es de color amarillo en la madurez y puede o no tener espinas o cerdas. Tienen el ápice hundido de 8 a 10 mm de profundidad y presenta de 36 a 64 areolas uniformemente espaciadas. 

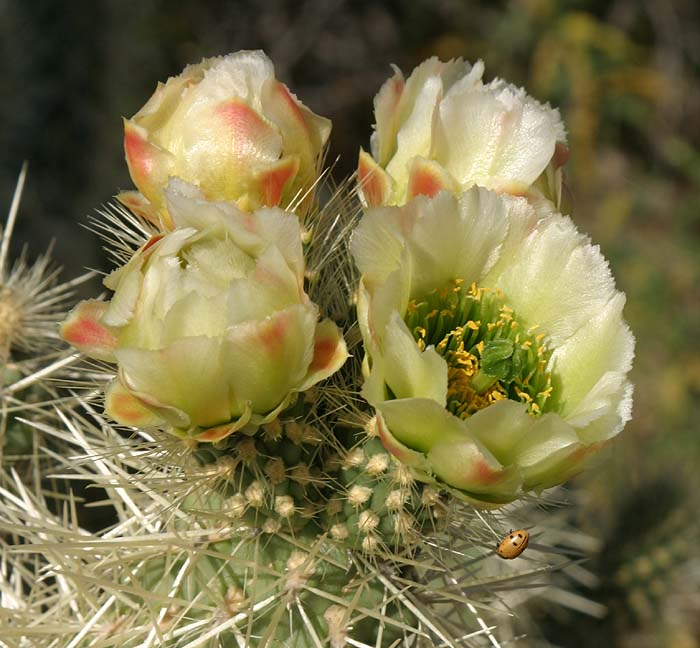
Detalle de las flores

Los frutos no suelen tener semillas viables, ya que la planta suele reproducirse a partir de tallos caídos, los cuales suelen ser dispersados a cierta distancia al adherirse al pelo de los animales.

## Distribución y hábitat
El área de distribución nativa de esta especie abarca desde el noroeste de México (concretamente en los estados mexicanos de Baja California, Baja California Sur y Sonora) hasta los estados estadounidenses de Arizona, California y Nevada. Además se ha introducido en las Islas Canarias (España). Crece principalmente en biomas desérticos o de matorrales secos, a elevaciones de 300 a 900 metros sobre el nivel del mar.

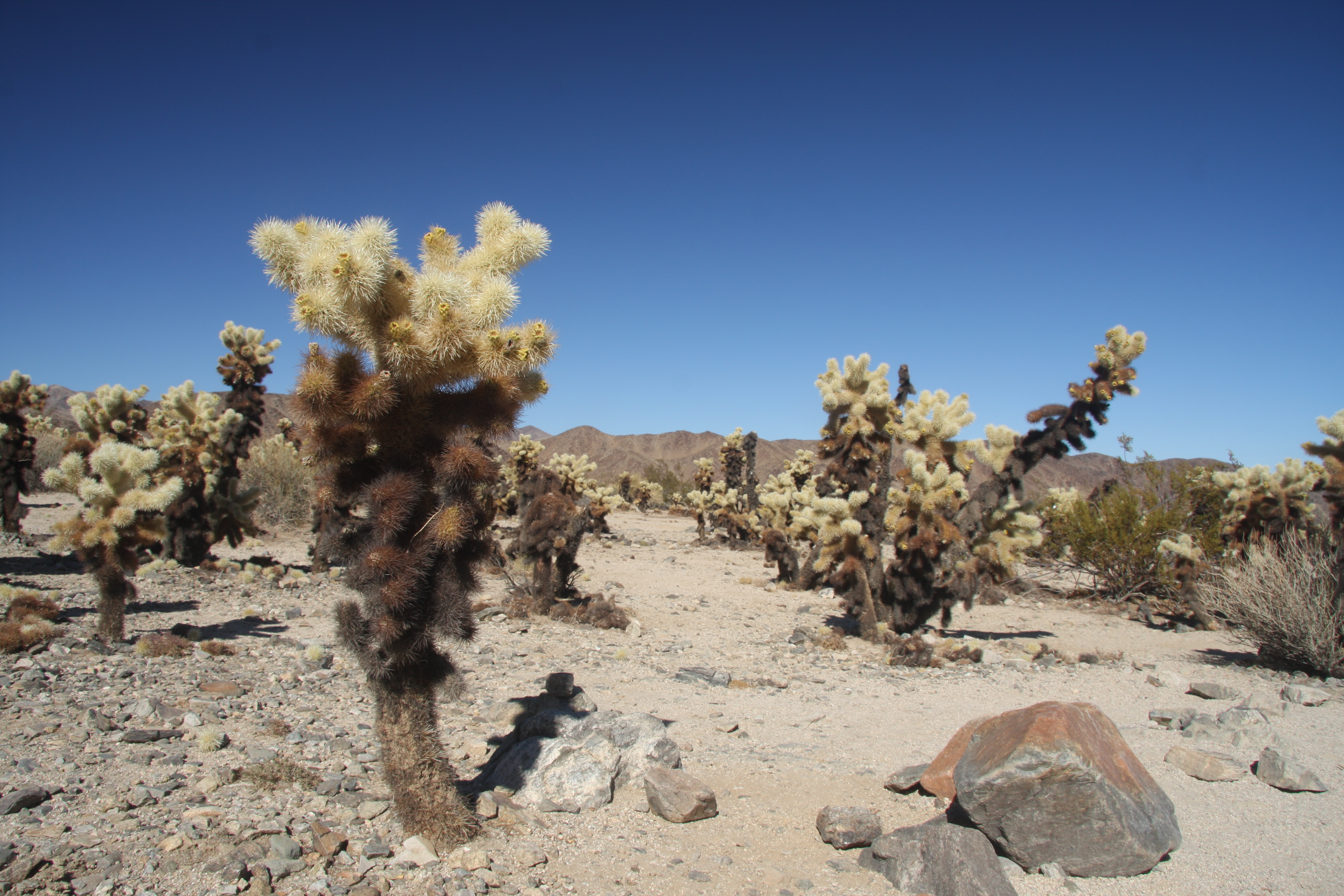
En su hábitat

Habita en laderas rocosas del desierto de Sonora, así como en dunas de arena a lo largo de la costa donde dominan los matorrales del género Atriplex. Además, más hacia el interior, aparece en planicies y laderas rocosas de tipo volcánico.

### Carácter invasor en España

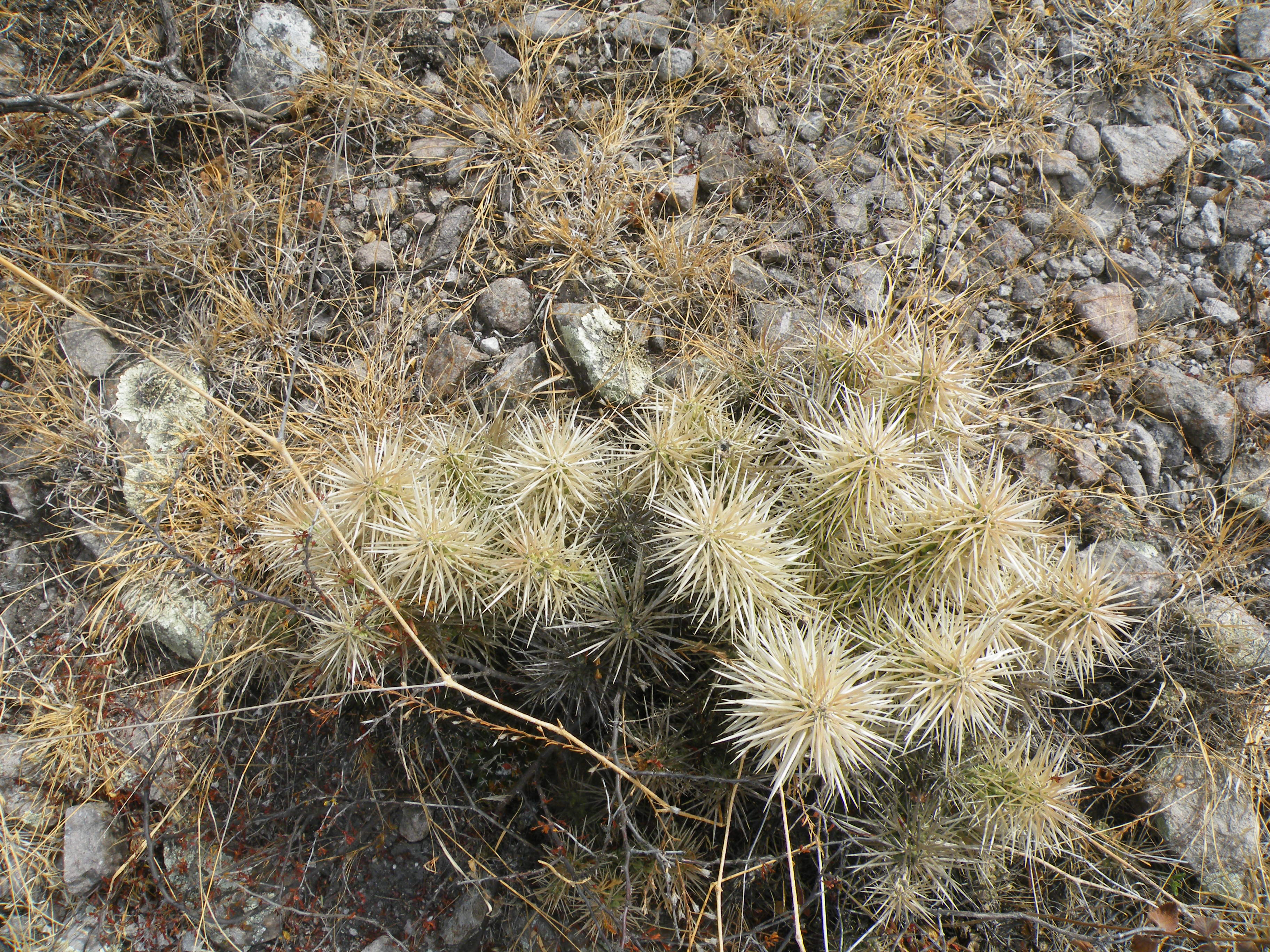
Porte de la planta

Debido a su potencial colonizador y constituir una amenaza grave para las especies autóctonas, los hábitats o los ecosistemas, todo el género Cylindropuntia ha sido incluido en el Catálogo Español de Especies Exóticas Invasoras, regulado por el Real Decreto 630/2013, de 2 de agosto, estando prohibida en España su introducción en el medio natural, posesión, transporte, tráfico y comercio.

## Taxonomía
La primera descripción de esta especie fue como Opuntia bigelovii, publicada en 1856 por el botánico alemán George Engelmann en Pacific Railroad Survey Reports 4 (5; 3): 50.
Posteriormente, el botánico danés Frederik Marcus Knuth colocó la especie en el género Cylindropuntia, pasando a llamarse Cylindropuntia bigelovii y anotando estos cambios en el libro Den Nye kaktusbog: 131 en el año 1930.
Etimología
- Cylindropuntia: nombre genérico formado por dos palabras: el sustantivo griego kýlindros (que significa 'cilindro') y el género Opuntia, (con el que el género tiene similitudes), haciendo referencia a la forma cilíndrica de los tallos de las plantas.
- bigelovii: epíteto específico otorgado en honor al botánico estadounidense John Milton Bigelow.[8]

## Estado de conservación
En la Lista Roja de Especies Amenazadas de la UICN, la especie está clasificada como de “Preocupación Menor (LC)” y no se conocen amenazas importantes para la conservación de esta especie. De hecho, es considerada una plaga en muchos lugares.

## Importancia económica y cultural

### Cultivo

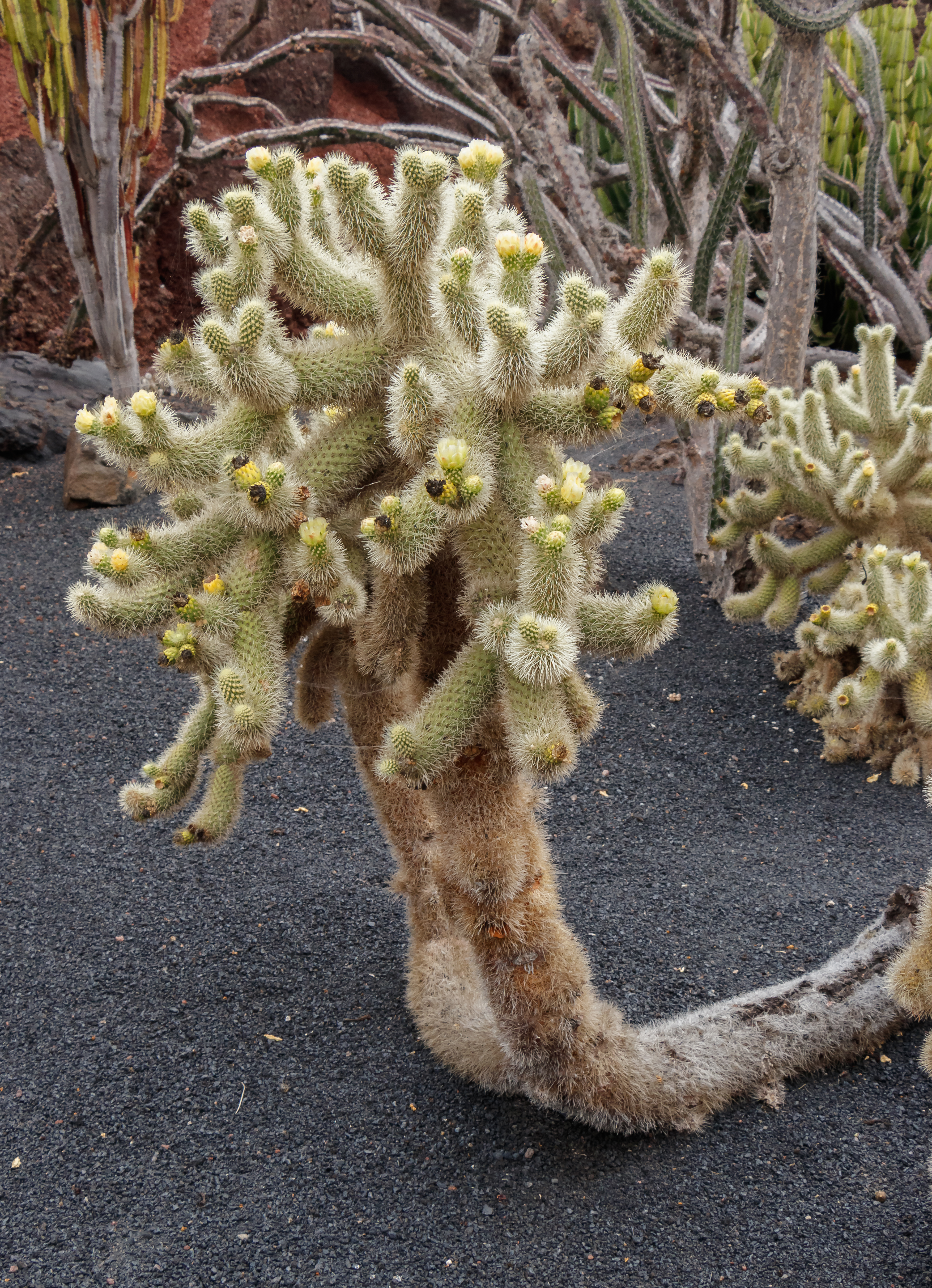
En cultivo

La especie se cultiva principalmente como planta ornamental y su propagación se realiza a través de esquejes.

### Otros usos
En el pasado, esta especie era una importante fuente de alimento para los habitantes de Isla Tiburón, donde los indígenas seri consumían el tallo tierno.